# Żelkówko
Żelkówko (deutsch Klein Silkow; kaschubisch Żelkówkò) ist ein Dorf im Powiat Słupski (Stolper Kreis) der polnischen Woiwodschaft Pommern.

## Geographische Lage
Das Dorf liegt in Hinterpommern, etwa 15 Kilometer südsüdöstlich der Stadt Stolp, 32 Kilometer nordwestlich der Stadt Bytów (Bütow) und sechs Kilometer südwestlich des Kirchdorfs Dębnica Kaszubska (Rathsdamnitz).

## Geschichte
Klein Silkow und Groß Silkow sollen in älterer Zeit ein zusammenhängender Lehensbesitz gewesen sein, in den sich die Familien Zitzewitz und Wobeser, zwischen denen wahrscheinlich verwandtschaftliche Beziehungen bestanden, teilten. Daraus sollen sich dann im Laufe der Zeit die beiden separaten Rittergüter Klein Silkow und Groß Silkow gebildet haben. Beide Güter befanden sich im Zeitraum 1337–1810 nachweislich im Besitz der Familie Wobeser.
Um 1784 hatte Klein Silkow ein Vorwerk, eine Wassermühle, eine Ziegelei, fünf Vollbauern, einen Halbbauern, drei Kossäten, einen Schmied, einen Schulmeister und auf der Feldmark des Dorfs eine Schäferei und eine Schneidemühle mit zwei Katen und insgesamt 29 Haushaltungen. 1810 verkaufte Friedrich Wilhelm Erdmann von Wobeser beide Güter an seinen Vetter Heinrich August Friedrich Ferdinand von Boehn auf Scharsow für 32.000 Taler. 1812 zog letzterer nach Klein Silkow, um die Güter von hier aus zu verwalten. 1845 wurde ein neues Gutshaus errichtet. 1852 wurde Klein Silkow für 52.000 Taler an Hermann Neumann verkauft. Im Besitz der Familie Neumann befand sich das Gut noch 1938.
Im Jahr 1925 standen in Klein Silkow 34 Wohngebäude. 1939 wurden 59 Haushaltungen und 238 Einwohner gezählt. Außer dem Gut gab es in der Dorfgemeinde elf landwirtschaftliche Betriebe und einen Gasthof.
Bis 1945 gehörte das Dorf Klein Silkow zum Landkreis Stolp im Regierungsbezirk Köslin der Provinz Pommern. Die Gemeindefläche war 1.285 Hektar groß. In der Gemarkung Klein Silkow gab es insgesamt fünf Wohnorte:
- Klein Silkow
- Labuhnerbrück
- Mühle
- Schnauzhof
- Schneidemühle

Gegen Ende des Zweiten Weltkriegs begaben sich die Dorfbewohner von Klein Silkow am 5. März 1945 geschlossen mit Hilfe eines aus Pferdefuhrwerken bestehenden Trecks vor der herannahenden Roten Armee auf die Flucht. Der Treck zog über Scharsow, Rathsdamnitz, Hebrondamnitz und kam in zwei Tagen nur bis Grapitz, wo er von sowjetischen Truppen überrollt wurde. Die Dorfbewohner mussten zurückkehren. Ein Dorfbewohner wurde von den Soldaten der Roten Armee sofort mitgenommen und verschleppt, drei starben unterwegs. Nachdem die Nachhut einer SS-Division und ein Sprengkommando das sonst leere Dorf verlassen hatten, wurde Klein Silkow am 7. März 1945 von sowjetischen Truppen besetzt. Bis auf ein Gehöft an der Stolpe, das niederbrannte, gab es keine Zerstörungen. Die Russen nahmen das Gut in Besitz.
Nach Beendigung der Kampfhandlungen wurde die Region zusammen mit ganz Hinterpommern seitens der sowjetischen Besatzungsmacht der Volksrepublik Polen zur Verwaltung überlassen. Während die sowjetischen Soldaten das Gut weiterhin besetzt hielten, übernahmen im Jahr 1945 Polen das Dorf. Klein Silkow wurde unter der polonisierten Ortsbezeichnung ‚Żelkówko‘ verwaltet. Die einheimischen Dorfbewohner wurden von der polnischen Administration vertrieben.
Später wurden in der Bundesrepublik Deutschland 87 und in der DDR 70 aus Klein Silkow vertriebene Dorfbewohner ermittelt.

### Schule
Die Gemeinde Klein Silkow hatte 1932 eine einstufige Volksschule. Ein einzelner Lehrer unterrichtete hier nahezu 60 Schulkinder. Die Schule wurde auch von Kindern eines Teils der Gemeinde Loitz besucht.

### Kirche
Die vor 1945 in Klein Silkow anwesende Bevölkerung war evangelischer Konfession. Klein Silkow gehörte zum Kirchspiel Quackenburg und damit zum Kirchenkreis Stolp-Altstadt.
Die seit 1945 und Vertreibung der einheimischen Dorfbewohner anwesende polnische Einwohnerschaft ist überwiegend katholisch.

## Persönlichkeiten: Söhne und Töchter des Ortes
- Julius von Boehn (1820–1893), preußischer Generalleutnant
- Oktavio von Boehn (1824–1899), preußischer General der Infanterie